# Пакт четырёх держав

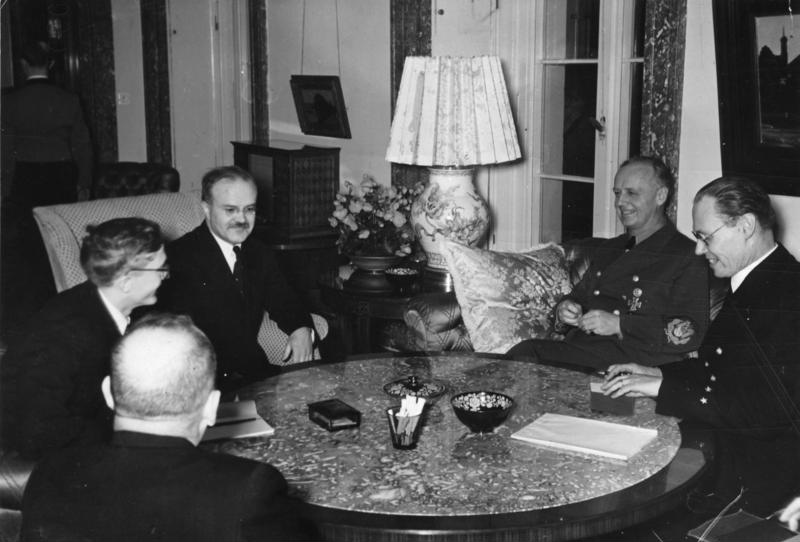
Вячеслав Молотов в рейхсканцелярии,
Берлин, 12 ноября 1940

Пакт четырёх держав оси — проект договора о дружбе и экономической поддержке с возможностью ведения совместных боевых действий против других стран, который планировалось заключить между СССР и странами оси в конце 1940 года. Пакт имел целью создание мощного военно-политического альянса и фактического военного распределения Восточного полушария планеты между странами-подписантами. Название договора отражает количество договаривающихся сторон, которыми должны были стать Германия, Италия, Япония и СССР. Подписание пакта не состоялось из-за чрезмерных встречных требований со стороны СССР, оказавшихся неприемлемыми для Германии, а также серьёзных идеологических расхождений.

## Предпосылки
...В последнее время правящие круги Англии и Франции пытаются изобразить себя в качестве борцов за демократические права народов против гитлеризма, причём английское правительство объявило, что будто бы для него целью войны против Германии является, не больше и не меньше, как «уничтожение гитлеризма». Получается так, что английские, а вместе с ними и французские сторонники войны объявили против Германии что-то вроде «идеологической войны», напоминающей старые религиозные войны... Но такого рода война не имеет для себя никакого оправдания. Идеологию гитлеризма, как и всякую другую идеологическую систему, можно признавать или отрицать. Это — дело политических взглядов. Но любой человек поймёт, что идеологию нельзя уничтожить силой, нельзя покончить с нею войной. Поэтому не только бессмысленно, но и преступно вести такую войну, как война «за уничтожение гитлеризма», прикрываясь фальшивым флагом «борьбы за демократию»..."— Выступление В.М. Молотова // Внеочередная пятая сессия Верховного Совета СССР 31 октября — 2 ноября 1939 г. Стенографический отчет. Издание Верховного Совета СССР 1939 г. сс. 7 — 24.
23 августа 1939 года между Германией и СССР был подписан пакт Молотова — Риббентропа, секретная часть которого разграничивала «сферы влияния» этих государств в Восточной Европе, и уже в сентябре 1939 года были развязаны совместные боевые действия вермахта и Красной армии против Польши. Стороны взаимно приостановили пропаганду против друг друга и начали многостороннее сотрудничество.
В сентябре 1940 года странами оси был подписан Тройственный пакт, согласно которому Германия, Италия и Япония обязались помогать друг другу в установлении «нового мирового порядка». В конце сентября 1940 года Гитлер направил послание Сталину, известив его о подписании Тройственного пакта, а позднее предложил Советскому Союзу окончательно присоединиться к странам оси и принять участие в дележе «английского наследства» в Иране и Индии. При этом в Тройственный пакт (в отличие от заключённого ранее Антикоминтерновского пакта) не была включена франкистская Испания, к которой у СССР было негативное отношение после участия советских «добровольцев» в гражданской войне в Испании.
12 ноября 1940 года Гитлер предложил Вячеславу Молотову, который находился с визитом в Берлине, присоединение СССР к странам оси в качестве полноправного четвёртого участника. Проект Договора разрабатывался Иоахимом фон Риббентропом и был зачитан Молотову 13 ноября 1940 года в бомбоубежище, во время бомбардировки Берлина английской авиацией.

## Смысл договора
Почти также, как и в случае с Пактом трёх держав, страны-участницы обязывались оказывать друг другу политическую и экономическую помощь и определяли собственные сферы влияния в мире. Советская сторона настаивала и на возможности военной взаимопомощи стран Пакта. Так, Германия и Италия утверждали своё господство в Западной, Северной и частично Южной Европе, Северо-Восточной и Южной Африке, Центральной Африке и Западной Африке. СССР — в Восточной Европе, частично Южной Европе, частично Северной Европе, Западной Азии и Средней Азии в Индийском океане, Япония — в Восточной и Юго-Восточной Азии, а также на Тихом океане.

## Текст немецкого проекта Договора
Правительства государств-участниц Тройственного пакта, руководствуясь желанием установить новый порядок, который будет способствовать благосостоянию народов, в сферах, которые их интересуют с целью создания базиса для сотрудничества пришли к соглашению о нижеследующем:
1. Согласно пакту трёх держав, Германия, Япония и Италия пришли к соглашению, что нужно воспрепятствовать расширению войны в мировой конфликт и что необходимо совместно работать для установления мира. Они объявили о своем желании привлечь к сотрудничеству с ними другие народы в других частях мира, поскольку эти народы согласны дать своим стремлениям то же направление. СССР заявляет о своей солидарности с этими целеустремлениями и готов со своей стороны политически сотрудничать с участниками пакта трёх.
2. Германия, Италия, СССР и Япония обязуются уважать сферы взаимных интересов. Постольку поскольку сферы этих интересов сталкиваются, они будут в дружеском духе договариваться по всем возникающим по этому факту вопросам.
3. Стороны не будут поддерживать группировки, направленные против одной из них. Они обязуются поддерживать друг друга экономически, будут стремиться расширить свои экономические соглашения.

### Тайные протоколы
1. О разграничении главных сфер интересов четырёх государств с уклонением советской сферы в направлении к Индийскому океану.
2. О проливах — в духе невоенных, дипломатических договоренностей между Турцией, СССР, Италией и Германией.

## Пожелания СССР по договору
СССР согласился принять условия проекта пакта четырёх держав об их политическом сотрудничестве и экономической взаимопомощи, изложенные Риббентропом в беседе с Молотовым, но выставил свои условия, которые оказались неприемлемы для Германии:
1. Если немецкие войска будут немедленно выведены из Финляндии, представляющей сферу влияния СССР согласно Пакту Риббентропа-Молотова;
2. Если будет обеспечена безопасность СССР в проливах путём заключения пакта взаимопомощи между СССР и Болгарией и организации военной и военно-морской базы СССР в районе Босфора и Дарданелл «на началах долгосрочной аренды»;
3. Если вектором сферы интересов СССР будет признан район к югу от Батуми и Баку в общем направлении к Персидскому заливу;
4. Если Япония откажется от своих концессионных прав по углю и нефти на Северном Сахалине «на условиях справедливой компенсации».

### Тайные протоколы
При этом СССР предлагал заключить не 2, а 5 секретных протоколов:
1. О закреплении сферы интересов СССР за районом к югу от Батуми и Баку в общем направлении к Персидскому заливу;
2. Об организации военной и военно-морской базы СССР в районе Босфора и Дарданеллы, и принуждении Турции: советская сторона предложила, чтобы в случае отказа Турции присоединиться к этому Пакту, «Германия, Италия и СССР выработали и провели в жизнь все необходимые военные и дипломатические мероприятия»;
3. О закреплении сферы интересов СССР в Финляндии;
4. Протокол между СССР и Японией об отказе Японии от угольной и нефтяной концессий на Северном Сахалине;
5. О признании того, что Болгария, несмотря на её географическое положение, находится в сфере безопасности черноморских границ СССР, в связи с чем считается политически необходимым заключение «пакта о взаимопомощи» между СССР и Болгарией.

## Последствия
О серьёзности и упущенной возможности взаимных намерений Германии и СССР (относительно заключения данного Пакта) свидетельствуют факты того, что как Германия настойчиво предлагала такой союз в 1939—1940 гг, так и СССР ждал ответа на свои встречные предложения, которые однако, оказались чрезмерны и неприемлемы для Германии. При первой же беседе с Гитлером новый посол СССР в Германии В. Г. Деканозов высказал пожелание продолжить обсуждение этой темы. Риббентроп ответил, что советские предложения обсуждаются с Италией и Японией, однако ответ так и не был дан, поскольку увеличение военного присутствия СССР в Южной Европе было для стран оси неприемлемым с точки зрения безопасности, на что немецкая сторона неоднократно намекала во время переговоров. О заинтересованности СССР в заключении Пакта говорит и то обстоятельство, что одновременно с изложением пожеланий к проекту Договора, советской стороной были сделаны дипломатические шаги в направлении Болгарии. В том числе, была организована «случайная встреча» Молотова с болгарским послом Стаменовым. Одновременно со специальной миссией посетил Софию и генеральный секретарь наркомата иностранных дел СССР Соболев. О смысле этой миссии Сталин сообщал Коминтерну, целью которого была мировая большевистская революция: «Мы сегодня делаем болгарам предложение о заключении пакта взаимопомощи».
Третий рейх молчаливо отверг предложения СССР, и через месяц Гитлер принял к реализации план «Барбаросса», а советская военная разведка начала сообщать в Москву о немецких действиях, свидетельствующих о приготовлении к нападению Германии на Советский Союз.